# Прометазин
Прометазин — синтетичний препарат, що є похідним фенотіазину, та його відносять до антигістамінних препаратів І покоління, для перорального та парентерального застосування.

## Фармакологічні властивості
Прометазин — синтетичний препарат, що є похідним фенотіазину та належить до групи антигістамінних препаратів І покоління. Механізм дії препарату полягає у селективному блокуванні Н1-рецепторів гістаміну, а також блокуванні м-холінорецепторів та α-адренорецепторів. Прометазин також має здатність блокувати Н3-рецептори гістаміну, які знаходяться в центральній нервовій системі. Препарат має протиалергійну, протизапальну, місцевоанестезуючу дію, а також зменшує ексудативні прояви. Прометазин має виражену седативну, анксіолітичну, антипсихотичну, снодійну дію та знижує температуру тіла. Окрім цього, препарат зменшує збудливість вестибулярних рецепторів, пригнічує функцію лабіринту, зменшує запаморочення та має протиблювотну дію. По свої хімічній структурі, а також по фармакологічним властивостям близький до іншого похідного фенотіазину — аміназину.

### Фармакодинаміка
Прометазин добре всмоктується як при пероральному, так і при парентеральному застосуванні. Дія препарату починається через 3–5 хвилин після внутрішньовенного введення, через 20 хвилин після внутрішньом'язового введення та через 15–60 хвилин після прийому прометазину всередину. Дія препарату триває 4–6 годин, при пероральному прийомі може тривати до 12 годин. Препарат добре зв'язується з білками плазми крові. Прометазин добре проникає через гематоенцефалічний бар'єр. Прометазин проходить через плацентарний бар'єр та виділяється в грудне молоко. Метаболізується препарат у печінці, частково також у нирках, з утворенням неактивних похідних. Виводиться прометазин із організму переважно нирками, частково виводиться з калом. Період напіввиведення препарату становить 7–14 годин, при порушенні функції печінки та нирок цей час може збільшуватися.

## Показання до застосування
Прометазин застосовують при алергічних захворюваннях (кропив'янці, набряку Квінке, сироватковій хворобі), захворюваннях шкіри (екземі, нейродерміті, діатезі, пруриго, контактних дематитах та токсидермії, алергічному дерматиті), алергічних реакціях на лікарські засоби, захитуванні, хворобі Меньєра, запамороченні, нудоті та блюванні, полінозі, укусах комах, анафілактичних та анафілактоїдних реакціях, алергічному кон'юнктивіті та риніті, неспокої, неврозах та психозах, екстрапірамідних розладах, невралгії трійчастого нерва, гарячці, ревматизмі з вираженим алергічним компонентом, астматичному бронхіті та бронхіальній астмі. У анестезіології можна застосовувати його для премедикації та у післяопераційному періоді як седативний засіб, для потенціювання наркозу та місцевої анестезії та для штучної гібернації. Прометазин можна застосовувати при дослідженні виділення шлункового соку як стимулятор секреції гістаміну.

## Побічна дія
При застосуванні прометазину можна спостерігати наступні побічні ефекти:
- Алергічні реакції — рідко висипання на шкірі, кропив'янка, ангіоневротичний набряк, контактний дерматит, фотосенсибілізація, анафілактичні реакції.
- З боку травної системи — часто оніміння слизової оболонки ротової порожнини, сухість у роті, нудота, запор або діарея; рідко жовтяниця.
- З боку нервової системи — часто сонливість, запаморочення, неспокій, загальна слабість, швидка втомлюваність, порушення координації рухів, нечіткість зору; рідко ейфорія, безсоння, судоми, кататонічний статус, істерія, збудження, головний біль, втрата свідомості, ністагм.
- З боку серцево-судинної системи — рідко тахікардія, брадикардія, при внутрішньовенному введенні — артеріальна гіпотензія, аритмії.
- Інші побічні реакції — рідко утруднення при диханні, затримка сечі.
- Зміни в лабораторних аналізах — рідко лейкопенія, агранулоцитоз, тромбоцитопенія, апластична анемія.
- Місцеві реакції — нечасто болючість, утворення інфільтратів при внутрішньом'язовому введенні; при внутрішньовенному введенні або випадковому внутрішньоартеріальному та підшкірному введенні можуть виникати тяжкі ураження тканин (включно з некрозами та гангреною тканин, у тому числі з необхідністю пересадки шкіри або ампутації ураженої ділянки).[2]

Згідно застережень FDA, при застосуванні прометазину в стандартних терапевтичних дозах у дітей молодших 2 років часто спостерігалось пригнічення дихання із можливим летальним наслідком.

## Протипокази
Прометазин протипоказаний при підвищеній чутливості до похідних фенотіазину, при одночасному застосуванні інгібіторів моноаміноксидази, при вагітності та годуванні грудьми, печінковій або нирковій недостатності, алкогольній інтоксикації, хворим у коматозному стані. Прометазин протипоказаний для застосування дітям до 2 років та з обережністю застосовується у дітей до 6 років. З обережністю застосовується препарат при затрмці сечі, аденомі передміхурової залози, виразковій хворобі, захворюваннях серцево-судинної та нервової систем.

## Форми випуску
Прометазин випускають у вигляді таблеток по 0,005; 0,01 та 0,025 г; драже по 0,025 та 0,05 г; ампул по 2 мл 2,5% розчину; порошку в флаконах для ін'єкцій по 0,05 г. Прометазин випускають у комбінації з парацетамолом та декстрометорфаном під торговельною назвою «Coldrex Nite».

## Синоніми
Phenergan, Promethazine, Phenadoz, Promethegan
AXCEL PROMETHAZINE-5, Histantil, PROMAGEN, PROMEZINE, VOTAZINE, XEPAGAN,

### Комбіновані препарати
ARTU, BEACODYL, BERLIFED, COPHADYL, Dexproco, DHASEDYL, HUFALLERZINE EXPECTORANT, HUFALLERZINE EXPECTORANT, PROCODIN, Promatussin, PROMEDYL-B, PROMELIX, Prometh, RHINATHIOL, SEDILIX, SP-CODRINE, SUNSEDYL, UNISEDYL